# Автошлях Т 1801
Автошля́х Т 1801 — автомобільний шлях територіального значення у Рівненській області. Пролягає територією Рівненського, Здолбунівського та Дубенського районів через Рівне — Здолбунів — Мізоч — Дубно. Загальна довжина — 47,2 км.

## Маршрут
Автошлях проходить через такі населені пункти:
| Автошлях Т 1801      |           |
| Рівненська область   |           |
| Рівненський район    |           |
| Рівне                | E40М06Н25 |
| Квасилів             |           |
| Здолбунівський район |           |
| Здолбунів            | Н25       |
| Здовбиця             |           |
| Уїздці               |           |
| Кунин                | Т 1820    |
| Мізоч                |           |
| Стеблівка            |           |
| Дубенський район     |           |
| Острів               |           |
| Боцянівка            |           |
| Костянець            |           |
| Липа                 |           |
| Мирогоща Друга       |           |
| Рачин                |           |
| Дубно                | E85М19    |